# تبدیل داخلی

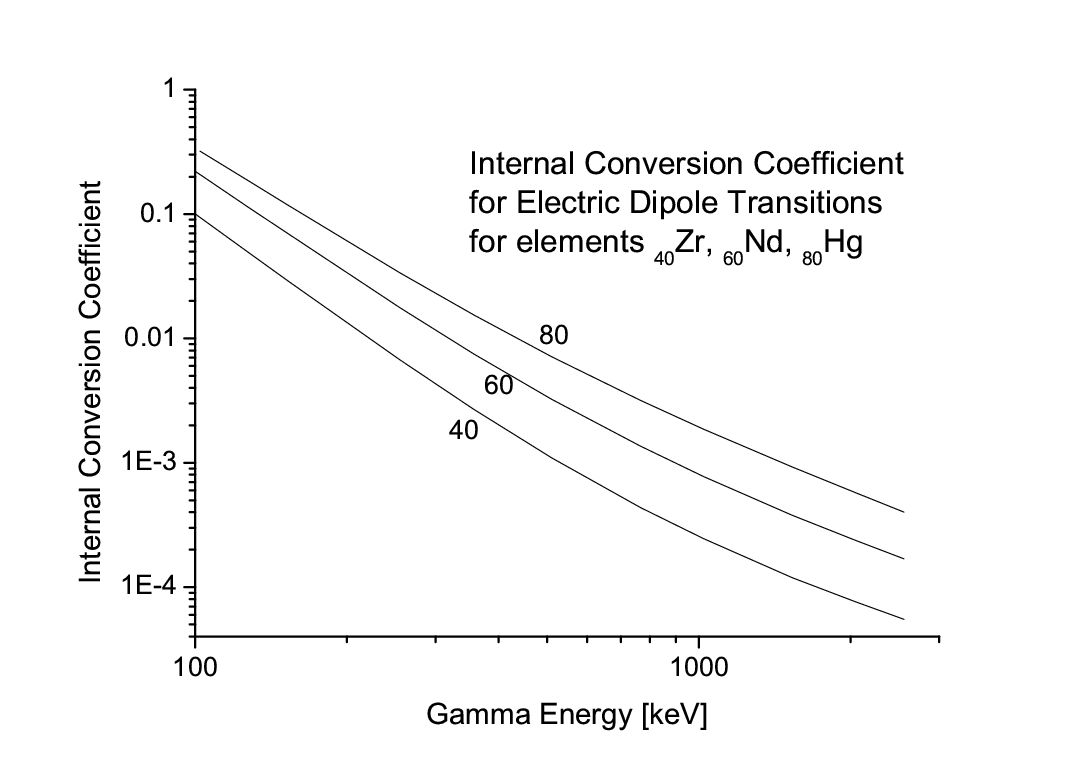
نمودار ضریب «تبدیل داخلی» برای انتقال E1، به‌جهت (۸۰ و Z = ۴۰، ۶۰) طبق جداول Sliv و Band

تبدیل داخلی یا تبدیل درونی (به انگلیسی: Internal conversion) گونه‌ای واپاشی هسته‌ای است که در آن یک هستهٔ برانگیخته به صورت الکترومغناطیسی با یکی از الکترون‌های خود برهم‌کنش می‌کند. بر اثر این برهم‌کنش، الکترون از اتم، نشر می‌کند و به بیرون پرتاب می‌شود.
از آنجا که الکترون پرانرژی، از اتم رادیواکتیو و نه هسته، نشر می‌کند، این واپاشی از نوع واپاشی بتا نیست. در نتیجه، به دلیل عدم وجود واپاشی بتا، عدد اتمی نیز تغییر نمی‌کند و عنصر، به عنصری دیگر تبدیل نمی‌شود. تنها به‌دلیل از دست رفتن یک الکترون، اتم خنثی یونیزه می‌شود، اما هیچ ذرهٔ دیگر از جمله نوترینو نشر نمی‌کند.
وقتی یک یا چند نوکلئون در هسته خود را در اثنای گذاری از یک حالت اولیه به حالت نهایی جابه جا می کنند، میدان‌های الکتریکی و مغناطیسی برای مدت زمان بسیار کوتاهی آفریده می شوند و می توانند فرآیندی موسوم به تبدیل داخلی ایجاد کنند.